# Verkaån (Uppland)
Verkaån är ett vattendrag i Sigtuna kommun, Stockholms län. Ån rinner mellan sjöarna Fysingen och Oxundasjön. Den tillhör de mest värdefulla vattendragen i länet med avseende på bottenfauna; dess botten består av sten och grus vilket gör att syresättningen förbättras och förhållandena i ån bidrar till en rik bottenfauna. Såväl utter som bäver har spårats vid ån, liksom kungsfiskare - en av de ovanligare fågelarterna i området. Enligt de undersökningar som gjorts av bottenfaunan är Verkaån måttligt näringsrik.
I forntiden utgjorde Verkaån en viktig förbindelseled mellan Mälaren och Sigtuna. Intill utloppet i Oxundasjön ligger Verka fornborg.